# 米尔和热利尼约
米尔和热利尼约（法語：Murs-et-Gélignieux，法語發音：[myʁ e ʒeliɲø]）是法国东部安省的一个市镇，属于贝莱区。

## 地理
米尔和热利尼约（45°38'29"N, 5°39'43"E）面积6.46 平方千米，位于法国奥弗涅-罗讷-阿尔卑斯大区安省，该省份为法国东部省份，北起汝拉省，西北接索恩-卢瓦尔省，西接罗讷省和里昂大都会，南至伊泽尔省，东与萨瓦省、上萨瓦省和瑞士接壤。
与米尔和热利尼约接壤的市镇（或旧市镇、城区）包括：布雷涅-科尔东、伊济约、佩里约、拉巴尔姆、尚帕尼厄。

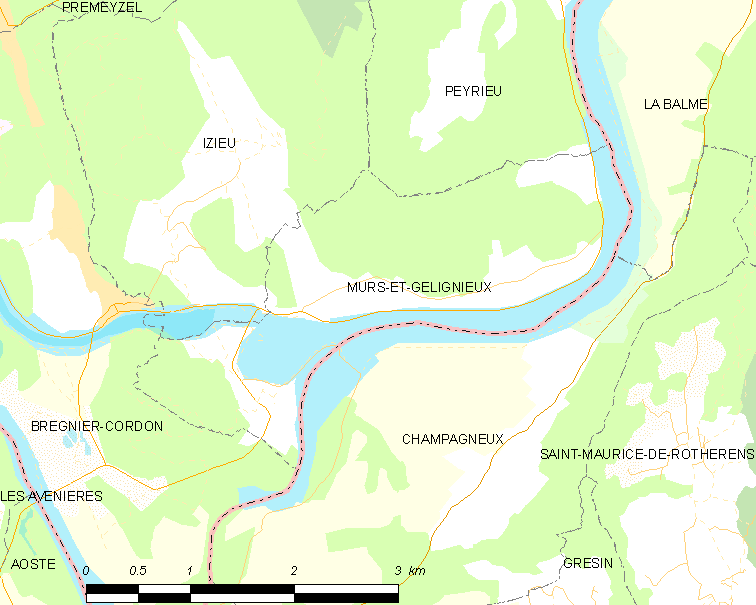
米尔和热利尼约的OSM定位图

米尔和热利尼约的时区为UTC+01:00、UTC+02:00（夏令时）。

## 行政
米尔和热利尼约的邮政编码为01300，INSEE市镇编码为01268。

## 政治
米尔和热利尼约所属的省级选区为贝莱县。

## 人口

1962-2008年间米尔和热利尼约人口变化图示

米尔和热利尼约于2022年1月1日时的人口数量为239人。